# Golden Tulip
Golden Tulip Hospitality B.V., este o rețea hotelieră cu sedii centrale în Amersfoort, Țările de Jos și Lausanne, Elveția.
Deține Golden Tulip Hotels, Inns & Resorts, care operează sub franciză peste 909 hoteluri în 50 de țări din Europa, Orientul Mijlociu și Africa

## Branduri
- Royal Tulip pentru hoteluri luxoase până la 5 stele
- Golden Tulip pentru hoteluri de lux de 4 stele
- Tulip Inn hoteluri de 3 stele
- Kyriad Prestige hoteluri într-o categorie de 3 stele; în special în Franța
- Kyriad hoteluri cu două - trei stele din Franța
- Campanile hoteluri pentru 2 stele; în special în Franța
- Première Classe hoteluri foarte ieftine cu până la o stea [2]

## Golden Tulip în România
Golden Tulip este unul dintre cele mai exinse lanțuri străine din România alături de Best Western și Wyndham (cu branduri precum Ramada și Howard Johnson).
În anul 2005, rețeaua Golden Tulip din România avea patru hoteluri francizate în București.
În anul 2007, rețeaua din România includea cinci hoteluri, respectiv Golden Tulip Times, Golden Tulip Sky Gate, Golden Tulip Bucharest, Tulip Inn Bucharest City, și Tulip Inn Sunny Hill din Cluj-Napoca.
În decembrie 2008, rețeaua deținea trei hoteluri în București și câte unul în Cluj, Sibiu și Mamaia.
În aprilie 2010, compania a anunțat că va aduce pe piața locală, prin parteneriatul încheiat cu lanțul hotelier francez Louvre Hotels, patru noi branduri clasificate la două și trei stele, care operează tarife de 25 de euro pe noaptea de cazare.
Golden Tulip Sky Gate din Otopeni a fost deschis în 2001 și funcționează, din 2005, sub marca Golden Tulip, în baza unui contract de franciză.
Hotelul dispune de 108 camere și 3.000 de metri pătrați de birouri.
În iulie 2007, hotelul a fost preluat de compania austriacă de dezvoltare imobiliară Warimpex.
Hotelul Tulip Inn Sunny Hill din Cluj este a cincea unitate din România afiliată la Golden Tulip.
și este primul hotel francizat în afara Bucureștiului, începând din februarie 2007.
Hotelul are 50 de camere, sală de conferințe, cu o capacitate de până la 160 de persoane și un restaurant de 80 de locuri.
Unitatea a fost deschisă în decembrie 2006, în urma unei investiții de circa 5 milioane de euro.
Golden Tulip Ana Dome din Cluj este al treilea hotel francizat sub brandul Golden Tulip în afara Bucureștiului și al nouălea din țară, din iulie 2009.
Hotelul Golden Tulip Ana Dome este clasificat la patru stele, are 109 camere și este construit pe o suprafață totală de aproximativ 9.000 de metri pătrați.
Hotelul Golden Tulip Mamaia, fostul Fantasy Beach, are 305 camere, restaurant, terasă, bar, piscină și o sală de reuniuni.
Unitatea a fost preluată în martie 2008 de către fondul de investiții Reconstruction Capital II Limited (RC2), pentru opt milioane de euro.
RC2 deține 63% din acțiuni.